# Saba Sazonov
Saba Andreevič Sazonov (in russo Саба Андреевич Сазонов?; San Pietroburgo, 1º febbraio 2002) è un calciatore russo naturalizzato georgiano, difensore del Torino e della nazionale georgiana.

## Caratteristiche tecniche
Sazonov è un difensore centrale di piede destro aggressivo, imponente fisicamente, abile nell'uno contro uno, nella marcatura a uomo, ed è inoltre assai rapido, nonostante la importante mole fisica. Dispone di discrete capacità di impostazione, ancorché migliorabili.

## Carriera

### Club
Cresciuto nel settore giovanile dello Zenit San Pietroburgo, ha esordito in prima squadra il 16 maggio 2021 disputando l'incontro di Prem'er-Liga vinto 1-5 contro il Tambov.
Il 9 luglio 2021 viene acquistato dalla Dinamo Mosca.
Il 30 agosto 2023, viene acquistato a titolo definitivo dal Torino, in Serie A. Debutta il 27 settembre 2023 nella sconfitta esterna per 2-0 contro la Lazio, subentrando ad Alessandro Buongiorno (uscito per infortunio) nel primo tempo, diventando così il primo calciatore georgiano a vestire la maglia del club granata.
Il 30 agosto 2024, viene ceduto in prestito con diritto di riscatto all'Empoli, sempre in Serie A.

### Nazionale
In possesso del passaporto russo e di quello georgiano, opta per rappresentare la Georgia. Il 17 novembre 2022 fa il suo esordio con la nazionale georgiana, nell'amichevole persa per 3-0 contro il Marocco.
Nel 2023 partecipa agli Europei Under-21, segnando anche una rete nella prima partita della fase a gironi (che consiste anche nella prima vittoria della Georgia in questa manifestazione, nella quale era all'esordio).

## Statistiche

### Presenze e reti nei club
Statistiche aggiornate al 30 agosto 2024.
| Stagione            | Squadra               | Campionato          | Campionato | Campionato | Coppe nazionali | Coppe nazionali | Coppe nazionali | Coppe continentali | Coppe continentali | Coppe continentali | Altre coppe | Altre coppe | Altre coppe | Totale | Totale |
| Stagione            | Squadra               | Comp                | Pres       | Reti       | Comp            | Pres            | Reti            | Comp               | Pres               | Reti               | Comp        | Pres        | Reti        | Pres   | Reti   |
| ------------------- | --------------------- | ------------------- | ---------- | ---------- | --------------- | --------------- | --------------- | ------------------ | ------------------ | ------------------ | ----------- | ----------- | ----------- | ------ | ------ |
| 2019-2020           | Zenit-2               | 2D                  | 6          | 0          | -               | -               | -               | -                  | -                  | -                  | -           | -           | -           | 6      | 0      |
| 2020-2021           | Zenit-2               | 2D                  | 18         | 3          | -               | -               | -               | -                  | -                  | -                  | -           | -           | -           | 18     | 3      |
| Totale Zenit-2      | Totale Zenit-2        | Totale Zenit-2      | 24         | 3          |                 | -               | -               |                    | -                  | -                  |             | -           | -           | 24     | 3      |
| 2020-2021           | Zenit San Pietroburgo | PL                  | 1          | 0          | CR              | -               | -               | UCL                | -                  | -                  | SR          | -           | -           | 1      | 0      |
| 2021-2022           | Dinamo-2 Mosca        | 2D                  | 9          | 2          | -               | -               | -               | -                  | -                  | -                  | -           | -           | -           | 9      | 2      |
| 2021-2022           | Dinamo Mosca          | PL                  | 6          | 0          | CR              | 0               | 0               | -                  | -                  | -                  | -           | -           | -           | 6      | 0      |
| 2022-2023           | Dinamo Mosca          | PL                  | 24         | 1          | CR              | 9               | 0               | -                  | -                  | -                  | -           | -           | -           | 33     | 1      |
| lug.-ago. 2023      | Dinamo Mosca          | PL                  | 4          | 0          | CR              | 1               | 0               | -                  | -                  | -                  | -           | -           | -           | 5      | 0      |
| Totale Dinamo Mosca | Totale Dinamo Mosca   | Totale Dinamo Mosca | 34         | 1          |                 | 10              | 0               |                    | -                  | -                  |             | -           | -           | 44     | 1      |
| ago. 2023-2024      | Torino                | A                   | 12         | 0          | CI              | 0               | 0               | -                  | -                  | -                  | -           | -           | -           | 12     | 0      |
| lug.-ago. 2024      | Torino                | A                   | 1          | 0          | CI              | 0               | 0               | -                  | -                  | -                  | -           | -           | -           | 1      | 0      |
| Totale Torino       | Totale Torino         | Totale Torino       | 13         | 0          |                 | 0               | 0               |                    | -                  | -                  |             | -           | -           | 13     | 0      |
| ago. 2024-2025      | Empoli                | A                   | 0          | 0          | CI              | -               | -               | -                  | -                  | -                  | -           | -           | -           | 0      | 0      |
| Totale carriera     | Totale carriera       | Totale carriera     | 81         | 6          |                 | 10              | 0               |                    | -                  | -                  |             | -           | -           | 91     | 6      |

### Cronologia presenze e reti in nazionale
| Cronologia completa delle presenze e delle reti in nazionale ― Georgia | Cronologia completa delle presenze e delle reti in nazionale ― Georgia | Cronologia completa delle presenze e delle reti in nazionale ― Georgia | Cronologia completa delle presenze e delle reti in nazionale ― Georgia | Cronologia completa delle presenze e delle reti in nazionale ― Georgia | Cronologia completa delle presenze e delle reti in nazionale ― Georgia | Cronologia completa delle presenze e delle reti in nazionale ― Georgia | Cronologia completa delle presenze e delle reti in nazionale ― Georgia |
| Data                                                                   | Città                                                                  | In casa                                                                | Risultato                                                              | Ospiti                                                                 | Competizione                                                           | Reti                                                                   | Note                                                                   |
| ---------------------------------------------------------------------- | ---------------------------------------------------------------------- | ---------------------------------------------------------------------- | ---------------------------------------------------------------------- | ---------------------------------------------------------------------- | ---------------------------------------------------------------------- | ---------------------------------------------------------------------- | ---------------------------------------------------------------------- |
| 17-11-2022                                                             | Sharja                                                                 | Marocco                                                                | 3 – 0                                                                  | Georgia                                                                | Amichevole                                                             | -                                                                      | 78’                                                                    |
| 25-3-2023                                                              | Batumi                                                                 | Georgia                                                                | 6 – 1                                                                  | Mongolia                                                               | Amichevole                                                             | -                                                                      |                                                                        |
| 8-9-2023                                                               | Tbilisi                                                                | Georgia                                                                | 1 – 7                                                                  | Spagna                                                                 | Qual. Euro 2024                                                        | -                                                                      | 77’                                                                    |
| Totale                                                                 |                                                                        | Presenze                                                               | 3                                                                      |                                                                        | Reti                                                                   | 0                                                                      |                                                                        |

## Palmarès

### Club

#### Competizioni nazionali
- Campionato russo: 1

Zenit San Pietroburgo: 2020-2021